# Agência (contrato)
No direito brasileiro, o contrato de agência pode ser definido como o contrato pelo qual uma pessoa se obriga a realizar, mediante retribuição e habitualmente, mas sem subordinação hierárquica, operações mercantis por conta de outrem em zona determinada. Na distribuição, a peculiaridade está em que o agente tem à sua disposição a coisa que será objeto da negociação. É possível que o agente represente (isto é, seja procurador) o proponente no processo de contratação, mas isso não é necessário. Pontes de Miranda alerta que nem tudo a que se chama agente é, de fato, polo contratual do contrato de agência: “[n]o direito administrativo e, em menos escala, no direito privado, chama-se agente à pessoa física que é indispensável ou útil ao agir das pessoas jurídicas. Em senso lato, abrangeria os próprios órgãos das entidades personificadas”.

## Elementos distintitos
O contrato de agência se diferencia do contrato de comissão na medida em que o agente age em nome do proponente, devendo revelar às pessoas com que contrata esta sua situação, bem como demonstrar os poderes que lhe foram outorgados. Já o comissário atua em nome próprio e não precisa revelar o nome da outra parte. Distingue-se também do mandato pela natureza da atividade exercida pelo agente, pela extensão de sua responsabilidade e pela natureza de sua colaboração, que não é ocasional. A habitualidade também permite distinguir a agência do contrato de corretagem, que é exercido esporadicamente.
Também não é corretagem, pois o corretor não atua habitualmente em favor do dono do negócio; a cada contrato a ser feito, há um contrato de corretagem distinto. O o agente não é corretor pois não realiza a conclusão dos negócios jurídicos”. Aproxima-se, porém, da prestação de serviços, pois o agente é sempre um prestador de serviços, cuja função econômica e jurídica se localiza no da captação de clientela. A distribuição que eventualmente lhe pode ser delegada ainda faz parte da prestação de serviços.

## Histórico
Apesar de o contrato de agência ter sido regulado na legislação brasileira de forma genérica apenas com o advento do Código Civil de 2002, a verdade é que esse tipo contratual já se regulava pela Lei nº 4.886/65, que tratava do representante comercial autônomo. A nomenclatura dessa lei, especialmente por empregar a expressão representante, foi fortemente criticada, pois não é necessário que haja representação; que o agente comercial seja representante do proponente é apenas uma opção, não um elemento do contrato. Por esta razão, houve quem aprovasse a utilização da nomenclatura agência.
A tipificação do contrato de agência, mesmo no direito comparado, é bastante recente, pois recente é também a própria figura do agente. Ele apareceu depois do mediador, do comissário e do corretor. O agente foi uma criação do século passado, cujas figuras mais famosas são o agente bancário e o agente de seguros; logo, porém, espraiou-se para muitos outros campos.

## Interesse
O interesse a que o contrato de agência visa a atender está na necessidade econômica de representação em determinadas zonas de indústrias e comerciantes. Para que eles possam lograr tal representação sem que tenham de assumir o ônus e despesas de uma filial ou outra dependência própria, nasceu o contrato de agência. Assim, foram-se formando diversas categorias de agente, como o agente depositário (que se encarrega de depósito do proponente ou dele próprio, entregando a mercadoria diretamente ao comprador), o agente livreiro (que se incumbe de promover a venda de livros por conta das editoras mediante comissão), o agente propagandista (utilizado habitualmente na indústria farmacêutica, distribuindo amostras de medicamentos), o agente cinematográfico, o agente esportivo e o agente de seguros (colaborador muito próximo das companhias de seguros, podendo tanto ser agente como empregado).

## Natureza jurídica

### Personalíssimo
Trata-se de contrato personalíssimo, celebrado intuitu personae, de forma que importa a pessoa do agente. Por esta razão, é intransferível e, pela mesma razão, presume a lei que haja cláusula de exclusividade, que só se exclui com previsão expressa no contrato.

### Ausência de subordinação
É a ausência de subordinação que permite distinguir o agente do empregado: não há relação hierárquica entre agente e proponente; se houver, há relação de emprego. A prova de que inexiste dependência pessoal é a de que uma pessoa jurídica pode ser agente, o que não se admite no contrato de trabalho. Algumas legislações, como a alemã, subdividem os agentes em duas clássicas: agentes autônomos e agentes empregados.
Outros autores, em vez de falarem de subordinação, preferem falar de “relação de independência hierárquica entre representante e representado, pois aquele age com autonomia na organização de seu negócio e na promoção dos negócios do último, embora deva cumprir programas e instruções do proponente”.
Por isso, diz Pontes de Miranda, a independência do agente afasta qualquer dúvida sobre a não-incidência do direito do trabalho, das regras jurídicas sobre previdência e sobre sindicatos. Pode-se pensar em fazer-se empregado o ‘agente’, mas aí o contrato não é o de agência, ainda que os terceiros possam não fazer nenhuma distinção entre os agentes, propriamente ditos, e os agentes-empregados.

### Exclusividade e delimitação de zona
A exclusividade, no contrato de agência, deve ser interpretada em dois sentidos: primeiro, o mesmo agente não pode distribuir produtos de mais de um proponente; segundo, o mesmo proponente não pode ter mais de um agente para alienação dos seus produtos dentro da mesma zona (art. 711, CC). Trata-se, portanto, de exclusividade recíproca.
Antes da regulação dada pelo Código Civil de 2002, defendia Orlando Gomes que a prerrogativa de exclusividade não é intrínseca à relação de agência, tanto para o agente como para o proponente.Seria admissível que o proponente se valesse, ao mesmo tempo, de vários agentes para a venda de suas mercadorias na mesma zona, como nada obsta a que o agente, na mesma circunscrição territorial, promova operações para diversos preponentes. O autor reconhecia que a pactuação da exclusividade era comum. Essa opinião era calcada sobretudo na Lei do Representante Comercial; com a superveniência do Código Civil de 2002, é preciso reconhecer que a inexistência de exclusividade deve ser expressamente pactuada.
É preciso que o contrato delimite a zona territorial em que o serviço será prestado, pouco importando o tamanho da referida zona. A delimitação é indispensável e não pode ser excluída pelas partes. Caso não haja delimitação da zona, não se trata de contrato de agência. A concorrência natural entre os preponentes impede que o agente preste seus serviços ao mesmo tempo para os que produzem ou vendem mercadorias de gênero similar. Prevalece, assim, a seguinte ideia: para toda zona e todo ramo de atividade, um só agente; e um só preponente para cada agente.
A previsão de cláusula de exclusividade não impede que se realize contratação direta na zona de abrangência do agente. Neste caso, porém, será devida a ele a remuneração, independentemente de haver colaborado com a contratação ou não. Receberá sua comissão como se houvesse contribuído para a conclusão desse negócio. A razão da regra está em que, caso não se atribuísse a remuneração ao agente em tais casos, seria possível que o preponente, realizando contratação direta, captasse a clientela que conheceu o produto por meio das atividades (por exemplo, de publicidade) do agente. O desrespeito à exclusividade permite a rescisão justificada do contrato.

### Caráter empresarial
Eem razão da atividade e do seu modo de exercício, seria possível incluir o agente entre empresários. Afinal, sua atividade é habitual e, por ser pessoa física, deve se organizar necessariamente sob a forma de empresa. Exerce, portanto, atividade organizativa com fim lucrativo. Deve-se excluir, portanto, da categoria de agentes aqueles que são empregados. Por essa razão, o agente tem ampla margem de liberdade para organizar a sua atividade do modo que ela lhe pareça mais conveniente, empregando o seu tempo como quiser. É-lhe permitido admitir, por exemplo, subagentes que trabalhem sob sua imediata direção. No entanto, tais subagentes agem sob sua responsabilidade na qualidade de prepostos do agente.
Alguns admitem que haja situação em que o agente não seja empresário. Como o autor distingue ainda a representação comercial autônoma da agência, opina que, no primeiro é absolutamente necessário que a relação se dê entre comerciantes, ao passo que a regulação dada pelo Código Civil ao contrato de agência não o exige.

## Modalidades

### Representação comercial
A regulação no Código Civil de 2002 do contrato de agência não revogou a lei especial do representante comercial, tendo se tornado difícil, porém, a conjugação das duas regulações. É preciso, em primeiro lugar, considerar os seguintes argumentos, dados por Orlando Gomes: a) não há dúvida de que a função econômico-social do contrato dos arts. 710 e ss., CC, é idêntica à do contrato regulado pela Lei nº 4.886/65; b) a possível delimitação está em que, ao passo que o art. 1º da Lei nº 4.886/65 limita a atividade do representante comercial à promoção de negócios mercantis, o art. 710, CC, não faz a mesma limitação. No entanto, a mudança pode se justificar pela unificação do direito civil e do comercial. A conclusão do autor é que o contrato de representação comercial é um subtipo do contrato de agência, aplicável apenas às atividades mercantis. Já C.R. Gonçalves crê que, havendo a situação disciplinada no parágrafo único do art. 710, CC – isto é, quando “o proponente confere poderes ao agente para que este o represente na conclusão dos contratos, configura-se o contrato de representação comercial autônoma, regido pela Lei n. 4.886”. Isto é, havendo procuração, haveria representação comercial.
Quais normas são conflitantes? Podem ser citadas as seguintes: a) o art. 31, parágrafo único, da Lei do Representante Comercial, segundo o qual não se presume a exclusividade do representante sem ajuste expresso, o que contraria o art. 711, CC, que presume a exclusividade; b) o art. 34, que condiciona a resilição unilateral do contrato celebrado por tempo indeterminado ao aviso prévio de 30 dias, o que contrasta com o art. 720, CC, que exige um aviso prévio de 90 dias, podendo até mesmo ser superior, a depender dos investimentos realizados pelo agente; c) necessidade de inscrição no respectivo Conselho Regional dos Representantes comerciais, ao passo que o agente não tem obrigação de ser registrar.
Há, no entanto, uma série de semelhanças entre ambos os contratos, sobretudo: a) a obrigação de promover a conclusão de contratos em nome e por conta do proponente; b) a habitualidade do serviço; c) a delimitação da zona de prestação da atividade; d) direito do agente ou representante à retribuição pelo serviço que presta; e) exclusividade e independência de ação. Traço marcante em ambos é a autonomia na prestação de serviço.
Há outros agentes que são assim chamados, mas que não se encaixam bem no tipo contratual da agência. É o caso dos agentes de navegação, de turismo, de expedição e de colocação. Já os agentes de seguros são frequentemente chamados de corretores de seguros.
Requião defendia uma interpretação estrita, tendo em vista que a Lei 4.886/65 regulou muito melhor os usos e costumes da praxe comercial dessa operação econômica. Como consequência, seria melhor dar interpretação restrita ao âmbito do contrato de agência. Pontes de Miranda, por sua vez, que já comentava o contrato de agência antes mesmo de sua tipificação no direito brasileiro, apontava para algumas diferenças nas figuras contratuais. É importante considerar, porém, que o autor não comenta a tipificação que efetivamente ocorreu no Brasil com o Código Civil de 2002, mas sim os contratos de agência existentes sobretudo no direito alemão e italiano. Segundo o autor, “[a]lguns sistemas jurídicos que não precisaram o conceito de contrato de agência e nele incluem o contrato de agência e o de representação de empresa, suscitam confusões graves no tocante à expressão ‘agentes comerciais’. O representante de empresa é o agente comercial que conclui negócios jurídicos do agenciado, aí – exatamente – representado. Não só promove conclusões”. Mas seria difícil poder manter hoje essa distinção, tendo em vista que o art. 710, parágrafo único, admite que o agente também represente o proponente, sem que isso desconfigure o contrato de agência: “O proponente pode conferir poderes ao agente para que este o represente na conclusão dos contratos”.
É comum também que o mero pracista seja confundido com o verdadeiro agente. Viajantes e pracistas não são agentes, pois integram a própria empresa a que prestam serviços, ao passo que o agente se conserva do lado de fora da empresa, sendo, ele próprio, uma empresa. A questão é que os viajantes e pracistas exercem suas atividades foram da empresa a que pertencem, distinguindo-se, assim, dos vendedores que atuam dentro da empresa; são, na verdade, vendedores externos. O viajante é o preposto que vende mercadorias em diversas praças, que deve visitar com periodicidade; já o pracista as vende em uma só praça, tendo um centro de atividade fixo. A diferença entre um e outro é a extensão da zona de trabalho, mas ambos são empregados, ainda que regulados por legislação específica (Lei nº 3.207/57), que não se aplica aos agentes.
A Lei do Representante Comercial exigia que houvesse o registro do representante no respectivo conselho para que ele pudesse atuar como verdadeiro representante comercial e, assim, cobrar judicialmente a sua remuneração do proponente. O STJ, porém, afirma que o registro é fundamental para aplicação do regime jurídico constante da referida lei – que, como já se viu, é divergente e mais específico que o do Código Civil -, mas não se pode hoje condicionar o recebimento de valores pela atividade prestada ao registro no órgão competente. Julgou o STJ em 2018 que: “[c]ontrovérsia em torno da exigibilidade da  indenização prevista no artigo 27 da Lei 4.886/65, destinada aos representantes  comerciais,  a quem não tenha registro no respectivo Conselho Regional de Representantes Comerciais. [É p]acífico o entendimento do STJ de que o artigo 5º da Lei 4.886/65 não foi recepcionado pela Constituição Federal de 1988, pois, por se tratar de profissão que não exige qualificação técnica específica, o condicionamento  ao  recebimento  de  qualquer  valor  por  serviços efetivamente  prestados violaria à garantia de "livre o exercício de qualquer  trabalho,  ofício ou profissão, atendidas as qualificações profissionais  que  a lei estabelecer". (...) Reconhecimento do direito ao  recebimento  do  valor  correspondente aos serviços efetivamente prestados.  (...) Inaplicabilidade, porém, do regime jurídico previsto na  Lei  4.886/65,  cujo  pressuposto  de incidência é o registro no respectivo    conselho   regional,   requisito   estabelecido   pelo microssistema  normativo  para  que se possa atribuir a qualidade de representante  comercial  a  determinada  pessoa,  passando  a estar submetida a regime jurídico específico”.

### Agência-distribuição
O Código Civil optou por tratar conjuntamente do contrato de agência e de uma outra espécie, chamada de distribuição, já que, apesar da diversidade dos nomes, há parte da doutrina que entende tratar-se da mesma operação econômica e, portanto, do mesmo contrato. A distinção básica está no art. 710, CC: há distribuição “quando o agente tiver à sua disposição a coisa a ser negociada”.
Para Humberto Theodoro Júnior, a distribuição prevista no tipo legal não é a revenda feita pelo agente, pois este nunca compra a mercadoria do preponente, agindo apenas como depositário da mercadoria que continua a ser da propriedade do proponente. Por isso, quando a aliena a um terceiro, o agente não age em nome próprio, como o comissário, mas em nome alheio e por conta alheia – isto é, do proponente. Nesse sentido, o contrato previsto no tipo legal é radicalmente distinto de outro contrato, o contrato de concessão comercial, que se baseia na revenda de mercadorias, mas que não foi tipificado pelo Código Civil.
Uma das diferenças importantes entre ambos os contratos está na extinção. Ao passo que o contrato de agência impõe limitações claras à sua extinção – remuneração das comissões sobre negócios feitos, negócios pendentes e ainda perdas e danos, a depender do tipo de extinção – o contrato de concessão comercial pode ser livremente denunciado unilateralmente por qualquer das partes. A jurisprudência, inclusive, tem reconhecido amplamente esse direito em tal caso, abstendo-se de acatar pedidos de indenização por perdas e danos.
O STJ já concluiu também que o verdadeiro contrato de distribuição não foi tipificado no Brasil, não se aplicando a regulamentação do contrato de agência e distribuição prevista no Código Civil. Nesse sentido, julgou o STJ, em 2019, que “[e]nquanto a atividade do representante comercial fica limitada ao agenciamento de propostas ou pedidos em favor do representado, sendo a  respectiva  remuneração normalmente calculada em percentual sobre as  vendas por ele realizadas (comissões), age o distribuidor em seu próprio  nome  adquirindo  o bem para posterior revenda a terceiros, tendo  como  proveito econômico a diferença entre o preço de venda e aquele pago ao fornecedor (margem de comercialização). (...) A   despeito   de   ter o legislador utilizado a expressão "distribuição"   para nomear uma das modalidades dos contratos disciplinados pelos  arts. 710 e seguintes do Código Civil de 2002, tais preceitos não se aplicam aos contratos de concessão comercial, conforme compreensão firmada  na  I  Jornada  de Direito Comercial realizada pelo Conselho da Justiça Federal (Enunciado nº 35)”

## Eficácia contratual

### Deveres do agente

#### Conclusão dos negócios jurídicos
Para concluir eficazmente os negócios jurídicos de que foi encarregado, deve o agente empregar toda a sua diligência no desempenho das funções que lhe foram atribuídas, além de agir de acordo com as instruções do proponente. O agente deve ainda diligenciar para que seus clientes recebam regularmente as mercadorias compradas, já que ele é representante do proponente, podendo inclusive receber as reclamações a respeito da inexecução contratual, como, por exemplo, sobre vícios das mercadorias recebidas.
Mas há discordância na doutrina: Gonçalves entende que não é dever do agente a conclusão do negócio jurídico, mas apenas a realização dos seus atos preparatórios, preparando o negócio em favor do agenciado, mas não o concluindo necessariamente. Já, para Caio Mário, a “obrigação do representante comercial autônomo, ao contrário, é de concluí-lo”. Pontes de Miranda discorda: “[o] agente, rigorosamente, não medeia, nem intermedeia, nem comissiona, nem representa: promove conclusões de contrato”.

#### Deveres de informação
O agente deve informar ao proponente a situação de sua zona comercial e das condições de mercado, dando-lhe todas as informações úteis ao seu comércio.

#### Dever de exclusividade
O dever bilateral de exclusividade, previsto na regulação do contrato no Código Civil, mas não na lei específica do representante comercial, tem sido também aplicado, pelo STJ, aos representantes comerciais autônomos, havendo verdadeira presunção nesse sentido: “[é] possível presumir a existência de exclusividade em zona de atuação de representante comercial quando: (i) não houver previsão expressa em sentido contrário; e (ii) houver demonstração por outros meios da existência da exclusividade”. O Tribunal, portanto, superou sua jurisprudência mais antiga, que entendia incabível o dever de exclusividade caso o contrato fosse verbal: “[n]o contrato verbal de representação comercial, não há falar em presunção relativa de exclusividade de zona de atuação”.

#### Dever de prestação de contas
Apesar de a prestação de contas não estar expressamente prevista na regulação do tipo contratual de agência, o STJ, em julgado de 2018, decidiu que o proponente tem pretensão à prestação de contas em face do agente. Nesse sentido, afirmou o STJ que “o vínculo entre as partes litigantes é típico contrato de agência, regulado pelos arts. 710 e seguintes do CC/2002, por meio do qual a promotora das vendas se obriga a disponibilizar ao consumidor a aquisição de quotas consorciais, mediante remuneração, recolhendo propostas e transmitindo-as a administradora do consórcio (contratante). Dessa forma, é evidente o dever de prestação de contas, sendo corolário lógico o reconhecimento da legitimidade ativa e passiva das partes contratante”. Seria possível justificar tal decisão, apesar da ausência de dispositivo legal específico, com base no art. 721, que manda aplicar ao contrato de agência e de distribuição as regras cabíveis do contrato de mandato; e, neste contrato, a pretensão à prestação de contas é expressamente prevista (cf. art. 668, CC)

### Deveres do proponente

#### Dever de retribuição
Como o contrato é oneroso, o agente tem direito à remuneração e, na falta de cláusula a respeito, sua remuneração será calculada com base nos usos e costumes. A remuneração não abrange exclusivamente os contratos e negócios já realizados ou concluídos, mas também aqueles que ficaram pendentes, ou que foram descumpridos. A remuneração estende-se até mesmo para abranger a totalidade dos negócios realizados na zona do agente, ainda que sem sua interferência ou colaboração, caso não se tenha afastado a exclusividade, que é presumida pela lei.
A retribuição a ser paga ao agente pelos negócios concluídos é calculada com base em porcentagem do valor do negócio. Também é costumeiro chamar tal retribuição de comissão. Por outro lado, nada impede que sua forma de remuneração seja fixa, obrigando-se o agente a conseguir um número mínimo de negócios. Sua remuneração, portanto, pode ser fixa ou variável. Nesse sentido, é possível que o proponente condicione o dever de remuneração do agente a uma base mínima de volume de produtos a serem comercializados, caso em que nasce para o agente a obrigação de alcançar tal meta. Não havendo meta, há liberdade de ação. Caso se trate de contratação de execução fracionada, o agente não recebe a comissão de uma só vez, mas à medida que as prestações se vencerem, sobrevindo tal direito à extinção do contrato de agência.
Diferentemente de outros contratos, em que o intermediador não se responsabiliza pela execução do contrato, o agente só recebe sua comissão se o contrato for efetivamente executado pelas partes. Assim, não é a conclusão do negócio a causa que faz nasce o direito do agente à remuneração, mas, sim, a execução do negócio. Caso a execução tenha sido parcial, a comissão também é reduzida parcialmente. Tudo o que se disse, porém, vale apenas caso a causa de inexecução não seja imputável ao proponente; caso seja imputável, o agente não fica sujeito às consequências desse comportamento, devendo, portanto, receber sua comissão conforme o estipulado.
A remuneração do agente pode ser paga de diversas formas. Caso o cliente pague diretamente ao proponente, é o proponente que deve pagar a comissão ao agente. Por outro lado, caso o próprio agente receba diretamente os valores, ele os remete ao proponente já descontando a sua comissão.
Quando a remuneração é paga de forma variável – isto é, paga-se uma porcentagem sobre o valor da mercadoria -, o valor da mercadoria a ser considerado para tal fim é o valor total, incluindo todos os impostos que incidem sobre o produto, especialmente o IPI e o ICMS. Nesse sentido, decidiu o STJ, em julgado de 2013, que “[o] valor dos tributos incidentes sobre as mercadorias integra a base de cálculo da comissão do representante comercial. De acordo com o art. 32, § 4º, da Lei 4.886/1965, a comissão paga ao representante comercial deve ser calculada pelo valor total das mercadorias. Nesse contexto, na base de cálculo da comissão do representante, deve ser incluído o valor dos tributos incidentes sobre as mercadorias. Isso porque, no Brasil, o preço total da mercadoria traz embutido tanto o IPI - cobrado na indústria - quanto o ICMS, compondo o próprio preço do produto”.
A retribuição do agente não é elemento necessário para a formação do contrato de agência. Nesse sentido, caso não tenha havido determinação expressa, é possível que ela seja arbitrada segundo os usos correntes no lugar. Tal regra (art. 701, CC) é aplicável tanto ao contrato de agência como ao de distribuição.
A retribuição devida ao agente não exclui eventual direito a ressarcimento de prejuízos causados por inadimplemento do proponente. A situação típica, neste ponto, é a de cessar o fornecimento ou reduzi-los de tal forma que a atividade contratual se torne antieconômica (art. 715, CC). Não se inclui nessa hipótese o reembolso pelas despesas feitas com a sua atividade, isto é, as negociações e tratativas realizadas para alcançar a contratação. Assim, por exemplo, os valores gastos para a realização da publicidade do produto, despendidos pelo agente na sua zona de atuação, não podem ser recobrados do proponente. Admite-se, todavia, cláusula em sentido contrário.
A boa-fé objetiva é de alta relevância no contrato de agência e no de representação comercial, dando azo, inclusive, à modificação tácita das cláusulas contratuais. Assim, não se admite que o agente que recebeu, ao longo de todo o prazo contratual, um valor menor a título de comissão do que aquele realmente estipulado no contrato, se insurja contra tais valores após a extinção do contrato. Nesse sentido, decidiu o STJ, em julgado de 2013, que “[n]ão é possível ao representante comercial exigir, após o término do contrato de representação comercial, a diferença entre o valor da comissão estipulado no contrato e o efetivamente recebido, caso não tenha havido, durante toda a vigência contratual, qualquer resistência ao recebimento dos valores em patamar inferior ao previsto no contrato”.

#### Dever de reembolso
É possível que o agente tenha, de alguma forma, de adiantar despesas da contratação que, ao final, ficarão a cargo do proponente. Como, todavia, o agente apenas intermedeia a contratação, não figurando em polo contratual do contrato principal, é necessário que, além de sua comissão, receba também o reembolso pelas eventuais despesas adiantadas e que ficariam naturalmente a cargo do proponente. Nesse sentido, decidiu o STJ, em julgado de 2005, que “[a] manifestação da vontade estabelecida no contrato não é sua, mas do seu representado. E, juridicamente, é impossível vincular a representante comercial às cláusulas comerciais firmadas entre as partes. Sendo assim, as importâncias adiantadas - que não podem ser consideradas como adiantamento do preço do açúcar - devem ser reembolsadas e corrigidas monetariamente”.

## Extinção
Segundo Orlando Gomes, “[a] resilição por declaração unilateral de vontades assemelha-se, na forma e efeitos, à do contrato de trabalho. Conservam as partes o direito potestativo de denunciar o contrato, em qualquer momento, por mero arbítrio”. E adiciona: “[v]igora em relação ao contrato de agência o princípio segundo o qual se converte em contrato por tempo indeterminado o que continua pela recondução tácita”. No direito italiano, a indenização se da por por antiguidade, calculando-se o valor da indenização pela extinção do contrato sobre a média de comissões e os anos de trabalho. No Brasil, o art. 27, j, Lei 4.866/65 prevê que a indenização não pode ser inferior a 1/12 do total da retribuição auferido no exercício da representação comercial.
Quando não haja prazo estipulado de duração, é possível a qualquer das partes realizar a denúncia vazia, desde que tenha decorrido prazo compatível com a natureza e vulto do investimento do agente. No entanto, tanto o preponente como o agente estão adstritos a dar aviso prévio de 90 dias (art. 720, CC). Por outro lado, caso haja prazo previsto no contrato, não se admite a denúncia: é preciso que haja justa causa para a extinção do contrato.
Havendo dispensa do agente sem justa causa, ele tem direito à remuneração devida até a sua demissão, acrescida das perdas e danos que tiver sofrido (art. 718, CC). Apenas em caso de dispensa por força maior, o agente terá direito apenas à remuneração pelos serviços realizados (art. 719, CC). Por outro lado, se houver dispensa sem justa causa em contrato por tempo determinado, o agente fará jus, ainda, à remuneração devida pelos negócios pendentes, além das perdas e danos. Neste caso, é preciso ainda que haja aviso-prévio de 90 dias (art. 720, CC).
No caso de haver justa causa para a dispensa, o agente terá direito apenas à remuneração pelos serviços úteis prestados ao proponente, havendo a possibilidade de que ele tenha de indenizar o proponente pelo fato que foi classificado como justa causa (art. 717, CC). No entanto, quais são as justas causas? Elas se dividem entre causas alegáveis pelo representante e as alegáveis pelo proponente. São alegáveis pelo proponente: a) incumprimento ou cumprimento defeituoso das obrigações contratuais por parte do agente; b) prática de atos que importem descrédito comercial do representado; c) condenação por crime infamante; d) força maior. Já o representante ou agente pode alegar as seguintes causas: a) redução da zona de atividade; b) quebra de exclusividade, se prevista no contrato; c) prática de atos tendentes a impossibilitar o exercício regular da atividade do representado; d) mora no cumprimento da obrigação de retribuir o representado; e) força maior (cf. arts. 35 e 36 da Lei nº 4.886/65). Em todos esses casos, por haver justa causa para a rescisão do contrato, pode o proponente reter comissões devidas ao agente. Admite-se, também, em caso de perdas e danos para justa causa, a compensação entre os valores.
Havendo justa causa, tem entendido o STJ que não há, para o proponente, dever de dar aviso prévio, ou de indenizá-lo no valor estipulado na lei do representante comercial. Nesse sentido, decidiu o STJ, em julgado de 2014, que “[n]ão é devida a verba atinente ao aviso prévio - um terço das comissões auferidas pelo representante comercial nos três meses anteriores à resolução do contrato (art. 34 da Lei 4.886/1965)-, quando o fim do contrato de representação comercial se der por justa causa”.
Para verificação do tipo de contrato e cálculo do aviso prévio, o expediente de realização de diversos contratos não foi aceito pela jurisprudência, que entendeu pela continuidade da relação contratual. Nesse sentido, julgou o STJ, em 2003, que “a Turma entendeu que, na vigência da Lei n. 8.420/1992, nos contratos de representação comercial seguidamente firmados com prazos determinados, com duração de um ano cada, cujo objeto, basicamente, foi o mesmo, está caracterizada a continuidade, devendo ser considerados, assim, por prazo indeterminado. Dessa forma, faz jus o representante comercial ao pagamento de aviso prévio e de indenização quando da extinção injusta do contrato”.
Pode ocorrer, porém, que o agente encaminhe regularmente a proposta, mas o proponente não a conclua por desinteresse ou por negligência. Neste caso, atrbiu-se ao agente pretensão à remuneração pelos serviços prestados. A força maior e o caso fortuito – p. ex., a tempestade que impede a realização de um show agenciado – excluem a responsabilidade do proponente.

## Jurisprudência
- É impenhorável o automóvel do agente utilizado para exercício de sua profissão. Em 2004, julgou o STJ que “a Turma entendeu excluir da penhora o automóvel utilizado pelo representante comercial no exercício de sua profissão. O art. 649, VI, do CPC determina que não só os instrumentos necessários ao desempenho da profissão são impenhoráveis, mas também aqueles que são úteis”[16]
- Call center não se enquadra no contrato de representação comercial; ademais, o representante comercial não pode se filiar ao regime tributário do SIMPLES. Nesse sentido, julgou o STJ, em 2012, que: “[o] art. 9°, XIII, da Lei n. 9.317/1996 veda o ingresso de representante comercial no regime simplificado. Porém, o serviço de call center não se assemelha à representação comercial, considerando que busca atrair consumidores, destinatários finais dos bens e serviços oferecidos no mercado de consumo, mediante recursos de telefonia e demais meios de telecomunicações”.[17]
- Admite-se o depoimento de agentes e representantes comerciais quando for necessário fazer prova de costume de determinada localidade que seja relevante para o deslinde de alguma questão contratual. Assim, decidiu o STJ que “[é] relativa a competência do foro do representante comercial para o julgamento das controvérsias surgidas entre ele e o representado (art. 39 da Lei n. 4.886/1965). Essa competência pode ser alterada pelas partes mesmo em contrato de adesão, desde que não haja hipossuficiência entre elas ou que tal mudança da competência não se transforme em obstáculo ao acesso do representante à Justiça. A referida lei, modificada pela Lei n. 8.420/1992, apesar de concebida para abarcar a realidade vivenciada pelo representante comercial, comporta exceções”.[18]
- O foro competente para ações do representante comercial é de competência relativa, podendo ser alterado por cláusula contratual. Assim, decidiu o STJ em 2008, que “[d]iscute-se qual o foro competente para processar e julgar ação de rescisão contratual referente a contrato de representação comercial celebrado entre duas empresas. Inicialmente, o Min. Relator esclareceu que a controvérsia já foi enfrentada por este Superior Tribunal e foi pacificada no julgamento dos EREsp 579.324-SC, DJ 2/4/2008, Rel. Min. Nancy Andrighi, no sentido de que a competência de foro é relativa, portanto pode ser alterada por vontade das partes, ainda que em contrato de adesão, desde que não exista hipossuficiência reconhecida”.
- Prescrição: “A pretensão do representante comercial para cobrar diferenças de comissões  prescreve  mês a mês, estando sujeita ao prazo quinquenal (Lei 4.886/65, art. 44)”.[19]